# Línea 2 (AUVASA)
La línea 2 de AUVASA es una línea diametral que cruza Valladolid de norte a sur pasando por el centro de la ciudad y las estaciones de autobuses y ferrocarriles. También usa parte del carril bus del paseo de Zorrilla. Cuenta con una extensión, la línea 23, hasta la zona de la Cañada Real al sur del barrio de Covaresa.
Da servicio a varios puntos de interés de la ciudad como el Hospital Clínico Universitario, la plaza de toros, el parque del Campo Grande, salas culturales como el Teatro Calderón o el Laboratorio de las Artes (LAVA), espacios comerciales como Carrefour o El Corte Inglés, así como al aparcamiento disuasorio de C/ La India. Tiene también paradas en varios intercambiadores del transporte metropolitano de Valladolid: la estación de autobuses (cabecera de multitud de líneas) y la plaza de Juan de Austria (paseo de Zorrilla 65/130).
En cuanto al número de viajes, la línea 2 de Auvasa superó los 3 millones en 2016.

## Historia
La línea 2 de Auvasa tiene su origen en la fusión de las líneas Plaza Mayor-Plaza de América y Plaza Mayor-Rondilla en 1982. Su trazado fue ampliándose de acuerdo con los desarrollos urbanísticos al sur y al norte de la ciudad; con una principal modificación en 2018, cuando intercambió parte del recorrido con la línea 1 para concluir en San Pedro Regalado en vez de en Barrio España.

## Frecuencias

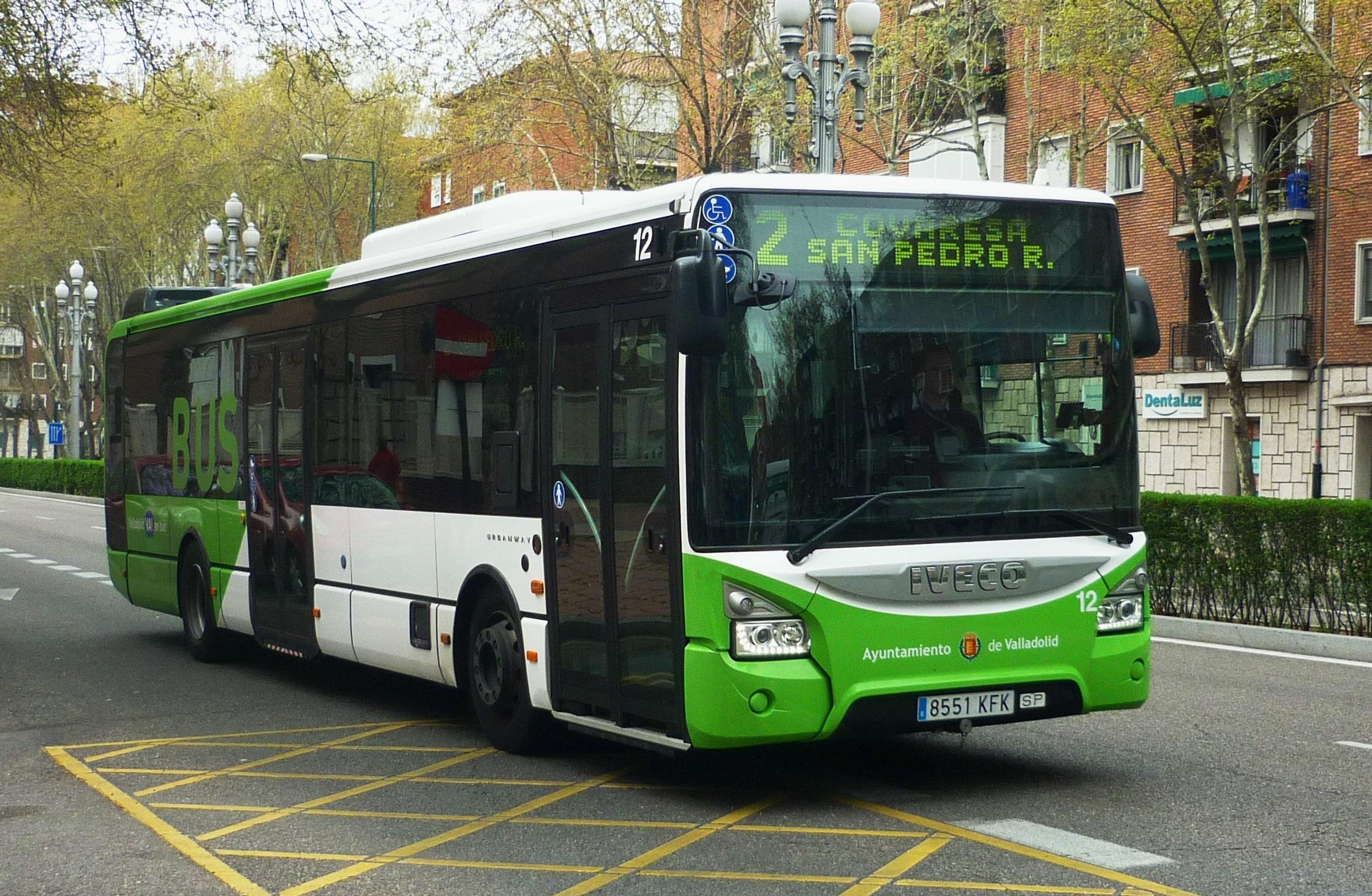
Bus 12 de Auvasa, en el paseo de Zorrilla, realizando la línea 2.

Las frecuencias de paso programadas de la línea 2 entre septiembre y junio son:
| DÍA        | LUGAR DE SALIDA    | PRIMER SERVICIO | ÚLTIMO SERVICIO   | FRECUENCIA MEDIA |
| ---------- | ------------------ | --------------- | ----------------- | ---------------- |
| Laborables | SAN PEDRO REGALADO | 7:20-7:30-7:35  | 22:10-22:35-23:00 | 11-13 min.       |
| Laborables | COVARESA           | 7:10            | 22:00-22:15-22:30 | 11-13 min.       |
| Sábados    | SAN PEDRO REGALADO | 7:20-7:30-7:42  | 22:15-22:40-23:00 | 13-16 min.       |
| Sábados    | COVARESA           | 7:10            | 22:00-22:15-22:30 | 13-16 min.       |
| Festivos   | SAN PEDRO REGALADO | 7:30-7:45-8:06  | 22:20-22:40-23:00 | 14-17 min.       |
| Festivos   | COVARESA           | 7:30-7:45-8:00  | 21:56-22:11-22:30 | 14-17 min.       |

## Paradas
Nota: Al pinchar sobre los enlaces de las distintas paradas se muestra cuanto tiempo queda para que pase el autobús por esa parada.
| Hacia Covaresa                                     | Correspondencia con líneas: |
| -------------------------------------------------- | --------------------------- |
| Pza. Carmen Ferreiro                               | F6                          |
| Avda. Santander centro comercial                   | F6                          |
| Avda. Santander 49 Bº España                       | F6                          |
| Avda. Santander Pob. Endasa                        | F6                          |
| Avda. Palencia 41 Policía Municipal                | F6                          |
| C/ Santa Clara 34 esq. Real de Burgos              | -                           |
| C/ Chancillería 5                                  | F5                          |
| C/ Angustias 5 Teatro Calderón                     | 1 F5                        |
| Pza. Universidad esq. López Gómez                  | 1 F5                        |
| Pza. España Bola del Mundo                         | 1 4 7 8 F4 F5               |
| C/ Acera de Recoletos fte. 2 esq. Pza. Zorrilla    | 9                           |
| C/ Estación del Norte esq. Recondo                 | 9                           |
| C/ Puente Colgante 2 est. de autobuses             | 9 F2                        |
| C/ Puente Colgante 18 esq. Gabilondo               | 9 F2                        |
| Pº Zorrilla 88 fte. Pza. de Toros                  | 1 5 7 9 18 19 F2            |
| Pº Zorrilla 130 centro comercial                   | 1 5 7 10 18 19 23 26 C1     |
| Pº Zorrilla 166 fte. LAVA                          | 1 5 16 18 19 23 26 C1 H F1  |
| Ctra. Rueda 36 esq. Mota                           | 23                          |
| Ctra. Rueda fte. 41                                | 23                          |
| Ctra. Rueda fte. 53 Imserso                        | 23                          |
| Ctra. Rueda esq. Vega Sicilia                      | 23                          |
| Ctra. Rueda esq. Vinos de Cigales                  | 23                          |
| C/ Anselmo Miguel Nieto esq. Ctra. Rueda           | 23                          |
| Pº Lorenzo Arrazola esq. Manuel Mucientes          | 23                          |
| C/ Santiago Alba 3                                 | 23                          |
| C/ Miguel Delibes 19B esq. Unamuno                 | 18 19 23                    |
| C/ Miguel Delibes 1                                | 23 F1                       |
| Cañada Real fte. Col. El Pilar                     | 23 F1                       |
| Hacia San Pedro Regalado                           |                             |
| Cañada Real fte. Col. El Pilar                     | 23 F1                       |
| C/ Miguel Delibes 14                               | 23 F1                       |
| C/ Miguel Delibes 40 esq. Unamuno                  | 18 19 23 F1                 |
| C/ Santiago Alba 18                                | 23                          |
| Pº Lorenzo Arrazola fte. Manuel Mucientes          | 23                          |
| C/ Anselmo Miguel Nieto esq. Puertas de Valladolid | 23                          |
| Ctra. Rueda fte. Vinos de Cigales                  | 23                          |
| Ctra. Rueda 81 esq. Tierra de Sepúlveda            | 23                          |
| Ctra. Rueda 47 fte. Imserso                        | 23                          |
| Ctra. Rueda 37 esq. Corta                          | 23                          |
| Ctra. Rueda 19 esq. Mota                           | 5 23                        |
| Pº Zorrilla 101 LAVA                               | 1 5 16 18 19 23 26 C2 H     |
| Pº Zorrilla 65 fte. centro comercial               | 1 5 7 10 18 19 26 C2 U1     |
| C/ Puente Colgante 47                              | 9 F2                        |
| C/ Puente Colgante 1 fte. est. de autobuses        | 9 U1 F2                     |
| C/ Estación del Norte Adif                         | 9                           |
| C/ Gamazo 17 esq. Bailén                           | 7 9 18 19                   |
| C/ Duque de la Victoria 23 esq. Pza. España        | -                           |
| Pza. Fuente Dorada                                 | 1 3 4 6 8 24 F3 F4 F5       |
| C/ Bajada de La Libertad 10 fte. Teatro Calderón   | 1 24 F5                     |
| Avda. Ramón y Cajal 3 Hosp. Clínico                | 1 8 17 24 F5                |
| C/ Gondomar 12 esq. Santa Clara                    | 1 17 24                     |
| Avda. Palencia 2                                   | -                           |
| Avda. Palencia fte. 41 esq. Amor de Dios           | F6                          |
| Avda. Santander fte. Pob. Endasa                   | F6                          |
| Avda. Santander 8 fte. Bº España                   | F6                          |
| Pza. Carmen Ferreiro                               | F6                          |

## Líneas relacionadas
Antes de comenzar el servicio ordinario hacia las 7 de la mañana, el recorrido de la línea 2 lo realizan, en parte, las líneas P1, P13, M1 y M2. Las noches de viernes, sábados y vísperas de festivos el recorrido es realizado, también en parte, por la línea B1.